# Aeroportul Regional Mid-Carolina
Aeroportul Regional Mid-Carolina (IATA: SRW, ICAO: KRUQ, FAA LID: RUQ) este un aeroport din Carolina de Nord, Statele Unite ale Americii ce deservește zona Salisbury⁠(d).
Situat la o altitudine de 235 m, aeroportul dispune de 1 pistă.

## Infrastructură

### Piste
Aeroportul dispune de o singură pistă. Pista 02/20 are suprafața de asfalt și dimensiunile 5.501 picioare × 100 picioare. 